# Francis Birch
Albert Francis Birch (Washington D. C., 22 de agosto de 1903-Cambridge, 30 de enero de 1992) fue un geofísico estadounidense. Se le considera uno de los fundadores de la geofísica de la Tierra sólida. También es conocido por su participación en los bombardeos atómicos de Hiroshima y Nagasaki. Birch publicó más de 100 artículos. Desarrolló lo que ahora se conoce como la ecuación de estado de Birch-Murnaghan en 1947. En 1952 demostró que el manto de la tierra está compuesto principalmente de minerales de silicato, con un núcleo interior y exterior de hierro fundido. En dos artículos de 1961 sobre las velocidades de las ondas de compresión, estableció lo que ahora se llama ley de Birch.

## Biografía

### Primeros años
Nació en Washington D. C., el 22 de agosto de 1903, hijo de George Albert Birch, que estaba involucrado en la banca y el sector inmobiliario, y Mary Hemmick Birch, cantante del coro de la iglesia de la Catedral de San Mateo en Washington D. C. Tenía tres hermanos menores: David, que se hizo banquero; John, que se convirtió en diplomático; y Robert, que se convirtió en compositor. Fue educado en escuelas de Washington D. C. y en Western High School, donde se unió a High School Cadets en 1916.
En 1920 ingresó a la Universidad de Harvard con una beca. Mientras estuvo allí, sirvió en el Batallón de Artillería de Campaña del Cuerpo de Entrenamiento de Oficiales de Reserva de Harvard. Se graduó magna cum laude en 1924 y recibió su título de Licenciado en Ciencias (SB) en ingeniería eléctrica.

### Carrera
Empezó a trabajar en el Departamento de Ingeniería de la Compañía Telefónica de Nueva York. Recibió una beca del American Field Service en 1926, que utilizó para viajar a Estrasburgo y estudiar en el Institut de Physique de la Universidad de Estrasburgo bajo la tutela de Pierre Weiss. Allí escribió o coescribió cuatro artículos, en francés, sobre temas como las propiedades paramagnéticas del cianuro de potasio y el momento magnético de los iones Cu++.
Al regresar a los Estados Unidos en 1928, Birch regresó a Harvard para estudiar física. Obtuvo su título de Maestría en Artes (AM) en 1929 y luego comenzó a trabajar en su título de Doctor en Filosofía (Ph.D.) en 1932 bajo la supervisión de Percy Bridgman, quien recibiría el Premio Nobel de Física en 1946. Para su tesis, midió el punto crítico del mercurio. Él determinó esto como 1460±20 °C y 1640±50 kg/cm2, resultados que publicó en 1932 en la Physical Review.
Por esta época, hubo un mayor interés en la geofísica en la Universidad de Harvard, y Reginald Aldworth Daly estableció un Comité de Geología y Geofísica Experimentales que incluía a Bridgman, el astrónomo Harlow Shapley, los geólogos Louis Caryl Graton y D. H. McLaughlin y el químico G. P. Baxter. William Zisman, otro estudiante de los Ph.D. de Bridgman, fue contratado como investigador asociado del comité, pero, como tenía poco interés en el estudio de las rocas, renunció en 1932. Luego se le ofreció el puesto a Birch, que tampoco tenía mucho interés o experiencia en geología, pero con la llegada de la Gran Depresión, era difícil encontrar trabajo y aceptó.
El 15 de julio de 1933, se casó con Barbara Channing, exalumna del Bryn Mawr College y descendiente colateral del teólogo William Ellery Channing. Tuvieron tres hijos: Anne Campaspe, Francis (Frank) Sylvanus y Mary Narcissa. Más tarde, Frank se convirtió en profesor de geofísica en la Universidad de New Hampshire.

#### Segunda Guerra Mundial

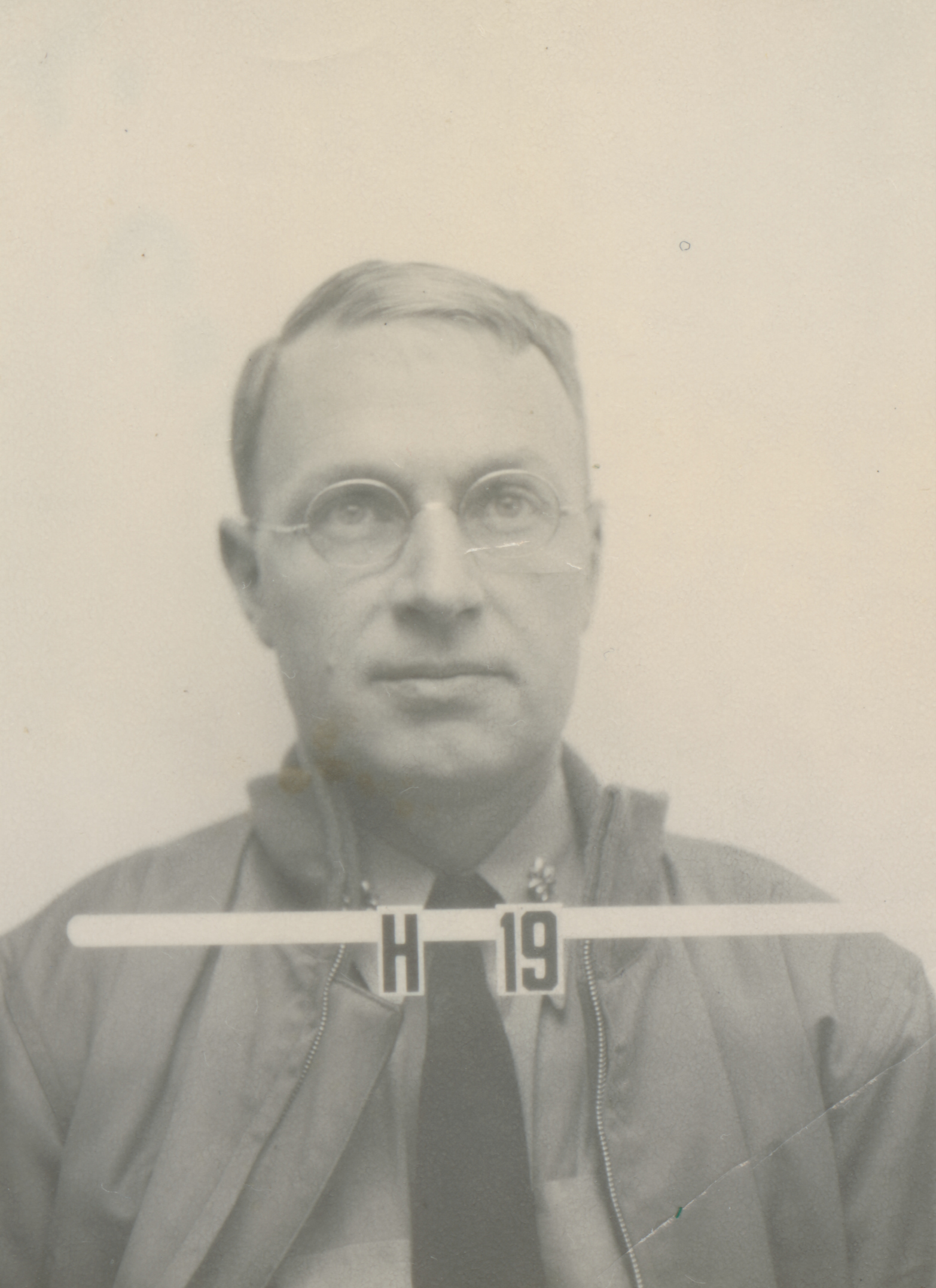
Insignia de Los Álamos de Birch.

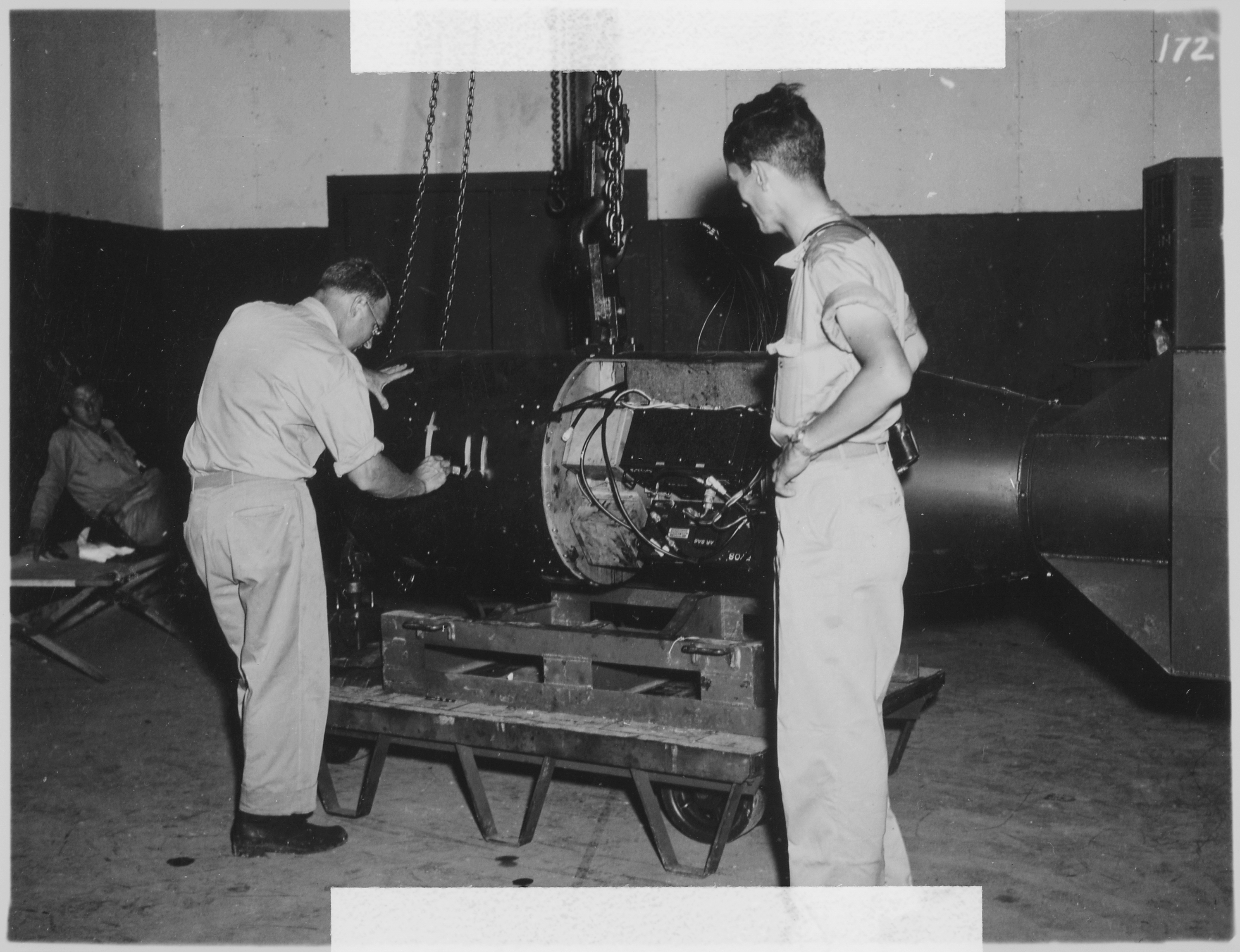
Birch (izquierda) trabaja en la bomba Little Boy mientras Norman F. Ramsey (derecha) observa.

En 1942, durante la Segunda Guerra Mundial, Birch tomó una licencia de Harvard para trabajar en el Laboratorio de Radiación del Instituto Tecnológico de Massachusetts, que estaba desarrollando radares. Trabajó en la espoleta de proximidad. Al año siguiente aceptó una comisión en la Armada de los Estados Unidos como teniente comandante y fue destinado a la Oficina de Buques en Washington D. C.
Más tarde ese año fue asignado al Proyecto Manhattan y se mudó con su familia a Los Álamos, Nuevo México. Allí se unió a la División de Artillería (O) del Laboratorio de Los Álamos, que estaba bajo el mando de otro oficial naval, el Capitán William S. Parsons. Inicialmente el objetivo de la División O era diseñar un arma nuclear tipo pistola conocida como Thin Man. Esto resultó poco práctico debido a la contaminación del plutonio generado en el reactor con plutonio-240, y en febrero de 1944, la división centró su atención en el desarrollo del Little Boy, un dispositivo más pequeño que utilizaba uranio-235.
Supervisó la fabricación del Little Boy y fue a Tinian para supervisar su ensamblaje y cargarlo en Enola Gay, el Boeing B-29 Superfortress encargado de lanzar la bomba. Ideó el sistema de "doble enchufe" que permitió armar la bomba después de que Enola Gay despegara para que, si se estrellaba, no se produjera una explosión nuclear. Se le concedió la Legión del Mérito. Su cita decía:

Por su conducta excepcionalmente meritoria en el desempeño de destacados servicios al Gobierno de los Estados Unidos en relación con el desarrollo de la mayor arma militar de todos los tiempos, la bomba atómica. Su tarea inicial fue la instrumentación de pruebas de laboratorio y de campo. Llevó a cabo esta tarea de manera tan sobresaliente que fue puesto a cargo de la ingeniería y desarrollo de la primera bomba atómica. Llevó a cabo esta tarea con excelente juicio y habilidad y, finalmente, fue con la bomba a la base avanzada donde se aseguró, con su cuidado y liderazgo, de que la bomba estuviera adecuadamente preparada en todos los aspectos. La capacidad de ingeniería del comandante Birch, su comprensión de todos los principios involucrados, su habilidad profesional y su devoción al deber durante todo el desarrollo y entrega de la bomba atómica fueron sobresalientes y estaban en consonancia con las más altas tradiciones del Servicio Naval de los Estados Unidos.

Birch fue ascendido a comandante y liberado de la Armada en 1945.

### Últimos años
Regresó a Harvard después de que terminó la guerra, habiendo sido ascendido a Profesor Asociado de Geología en 1943 mientras estaba fuera. Permanecería en Harvard por el resto de su carrera, convirtiéndose en profesor en 1946, profesor Sturgis Hooper de Geología en 1949 y profesor emérito en 1974. Publicó más de 100 artículos. Se desempeñó como presidente de la Sociedad Geológica de América en 1964 y recibió la Medalla Penrose en 1969.
En 1947, adaptó la ecuación de estado isotérmica de Murnaghan, que había sido desarrollada para deformaciones infinitesimales, para deformaciones finitas eulerianas, desarrollando lo que hoy se conoce como ecuación de estado de Birch-Murnaghan.
Es conocido por su trabajo experimental sobre las propiedades de los minerales que forman la tierra a alta presión y temperatura, en 1952 publicó un conocido artículo en el Journal of Geophysical Research, donde demostró que el manto está compuesto principalmente de silicato. El manto superior e inferior están separados por una delgada zona de transición asociada con transiciones de fase de silicato, y el núcleo interno y externo son aleaciones de hierro cristalino y fundido. Sus conclusiones todavía hoy se aceptan como correctas.

En 1961, publicó dos artículos sobre las velocidades de las ondas de compresión estableciendo una relación lineal de la velocidad de las ondas de compresión V p de rocas y minerales de un peso atómico promedio constante {\displaystyle {\bar {M}}} con densidad {\displaystyle \rho } como:
 Esta relación pasó a ser conocida como ley de Birch. Fue elegido miembro de la Academia Estadounidense de Artes y Ciencias en 1942, de la Academia Nacional de Ciencias en 1950, de la Sociedad Filosófica Estadounidense en 1955, y se desempeñó como presidente de la Sociedad Geológica de América en 1963 y 1964. Recibió numerosos honores en su carrera, incluida la Medalla Arthur L. Day de la Sociedad Geológica de Estados Unidos en 1950 y la Medalla Penrose en 1969, la Medalla William Bowie de la Unión Geofísica Estadounidense en 1960, la Medalla Nacional de Ciencias del presidente Lyndon Johnson en 1967, el Premio Vetlesen (compartido con Sir Edward Bullard ) en 1968, la Medalla de oro de la Real Sociedad Astronómica en 1973 y el Premio Bridgman de la Asociación Internacional para el Avance de la Investigación de Alta Presión en 1983. Desde 1992, la sección de tectonofísica de la Unión Geofísica Estadounidense ha patrocinado una conferencia Francis Birch, impartida en su reunión anual por un destacado investigador en este campo.
Falleció de cáncer de próstata en su casa de Cambridge, Massachusetts, el 30 de enero de 1992. Le sobrevivieron su esposa Bárbara, sus tres hijos y sus tres hermanos. Sus artículos se encuentran en los archivos de la Universidad de Harvard.